# Lockheed YP-24
El Detroit-Lockheed YP-24 fue un prototipo de avión de caza biplaza estadounidense de los años 30 del Siglo XX. También fue propuesta una versión de ataque, llamada A-9. El YP-24 es notable por ser el primer avión de caza el llevar el nombre de Lockheed.

## Diseño y desarrollo
En 1930, la Detroit Aircraft Corporation emprendió una aventura privada para desarrollar un nuevo caza ("avión de persecución" en la terminología de la época), para el Cuerpo Aéreo del Ejército de los Estados Unidos, basado en el exitoso avión de transporte Lockheed Altair. Diseñado por Robert J. Woods, el avión fue completado en 1931, fabricando Detroit Aircraft el fuselaje metálico y proporcionando Lockheed las alas de madera, esencialmente idénticas a las del Altair. Wright Field asignó al prototipo la designación XP-900. Vance Breese fue contratado para ser el piloto de pruebas jefe del proyecto. El avión fue comprado por el USAAC en septiembre de 1931, y fue redesignado YP-24, número de serie  32-320. Las primeras pruebas fueron lo suficientemente impresionantes como para generar una orden por cinco cazas Y1P-24 y cuatro aviones de ataque Y1A-9 con la intención de reemplazar al Berliner-Joyce P-16. El A-9 se diferenciaba en que tenía cuatro ametralladoras de tiro frontal, soportes subalares para bombas, y un motor V-1570-27, de mejor rendimiento a baja altitud.

## Historia operacional

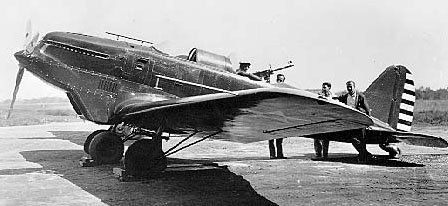
Detroit-Lockheed YP-24.

El 19 de octubre de 1931, el único avión se estrelló. El avión tenía el tren de aterrizaje parcialmente atascado, y los pilotos de Wright Field pintaron mensajes en los laterales de sus aviones P-12D y O-25C, indicando al piloto de pruebas Teniente Harrison Crocker que saltase.
Poco después, en octubre de 1931, los eventos emanados de la Gran Depresión forzaron a Detroit Aircraft a la bancarrota, siguiendo Lockheed su ejemplo en junio de 1932. Aunque Lockheed fue resucitada por un grupo de inversores sólo cinco días después de que cerrase sus puertas, las dificultades financieras se habían cobrado su peaje y el proyecto P-24/A-9 fue cancelado sin ningún avión construido más allá del prototipo original. Cuatro Y1P-24 de preproducción, 32-321/324, fueron cancelados. Sin embargo, después de que Robert Woods dejase Detroit Aircraft para irse a Consolidated Aircraft, allí continuó el desarrollo del concepto YP-24/A-9 con el Consolidated Y1P-25/Y1A-11, que finalmente entraría en servicio como Consolidated P-30.

## Operadores
Estados Unidos
- Cuerpo Aéreo del Ejército de los Estados Unidos

## Especificaciones (YP-24)
Referencia datos: Lockheed Aircraft since 1913

### Características generales
- Tripulación: Dos
- Longitud: 8,8 m (28,7 ft)
- Envergadura: 13 m (42,8 ft)
- Altura: 2,6 m (8,5 ft)
- Superficie alar: 27,1 m² (291,7 ft²)
- Peso vacío: 1365 kg (3008,5 lb)
- Peso cargado: 1978 kg (4359,5 lb)
- Planta motriz: 1× motor lineal V-12 refrigerado por líquido Curtiss V-1570-23 "Conqueror".
  - Potencia: 448 kW (618 HP; 609 CV)
- Hélices: Tripala

### Rendimiento
- Velocidad máxima operativa (Vno): 378 km/h (235 MPH; 204 kt)
- Velocidad crucero (Vc): 346 km/h (215 MPH; 187 kt)
- Alcance: 895 km (483 nmi; 556 mi)
- Techo de vuelo: 7620 m (25 000 ft)
- Régimen de ascenso: 9,3 m/s (1831 ft/min)

### Armamento
- Ametralladoras: 

  - 1x Browning M2 de 12,7 mm disparando a través de la hélice
  - 1x M1919 de 7,62 mm disparando a través de la hélice
  - 1x M1919 de 7,62 mm en la cabina trasera

## Aeronaves relacionadas

### Desarrollos relacionados
- Consolidated P-30
- Lockheed Altair

### Secuencias de designación
- Secuencia P-_ (Cazas (Pursuit) del USAAS/USAAC/USAAF/USAF, 1924-1962): ← P-21 - XP-22 - P-23 - YP-24 - P-25 - P-26 - P-27 →
- Secuencia A-_ (Aviones de Ataque del USAAS/USAAC/USAAF, 1924-1947): ← A-6 - A-7 - A-8 - A-9 - A-10 - A-11 - A-12 →